# Ozero Zvon
Ozero Zvon (ryska: Озеро Звонь) är en sjö i Belarus.   Den ligger i voblasten Vitsebsks voblast, i den norra delen av landet, 140 km norr om huvudstaden Minsk. Ozero Zvon ligger 148 meter över havet. Arean är 1,4 kvadratkilometer. Den sträcker sig 1,6 kilometer i nord-sydlig riktning, och 1,8 kilometer i öst-västlig riktning.
I omgivningarna runt Ozero Zvon växer i huvudsak blandskog. Runt Ozero Zvon är det glesbefolkat, med 13 invånare per kvadratkilometer.